# Armorial des maisons d'Ascanie et d'Anhalt
Cette page donne les armoiries (figures et blasonnements) des nobles issus des maisons d'Ascanie puis d'Anhalt.

## Maison d'Ascanie
| Figure | Intitulé et blasonnement |
|        | Comtes d'Ascanie, Huit points de sable équipolés à sept points d'argent. |
|        | Comtes de Ballenstedt, Burelé de dix pièces de sable et d'or,. Lorsque la maison d'Ascanie obtient le duché de Saxe, une première fois avec Albert Ier l'Ours en 1137, puis une seconde en 1180 avec Bernard III de Saxe, ses membres sont comtes de Ballenstedt.                                                           |
|        | Albert Ier l'Ours (vers 1100 ✝ 18 novembre 1170), comte de Ballenstedt, duc de Saxe (1139-1142), seigneur puis margrave de Brandebourg (1134-1170), D'Anhalt ancien : Mi-parti d'argent, à l'aigle de gueules, membrée, becquée et languée d'or (de Brandebourg) et burelé de dix pièces de sable et d'or (de Ballenstedt). |

### Branche des margraves de Brandebourg
| Figure | Intitulé et blasonnement |
|        | Margraves de Brandebourg, issus de Othon Ier (1126 ✝ 1184, fils de Albert Ier l'Ours), auteur de la branche de Brandebourg, D'argent, à l'aigle de gueules, membrée, becquée et languée d'or. Les armes sont aussi représentées avec l'écu d'archi-chambellan de l'empire, dignité possédée par l'électeur de Brandebourg : D'argent, à l'aigle de gueules, membrée, becquée et languée d'or brandissant dans sa serre dextre un sceptre d'or et dans sa serre senestre une épée d'argent à la poignée d'or et portant sur le tout d'azur au sceptre d'or. |
|        | Albert III (1250 ✝ 1300), seigneur de Stargard, fils de Othon III le Pieux, et frère des margraves Jean III et Othon V, De gueules, au bras dextre d'argent, naissant d'une nuée du même, muni d'un brassard d'azur, et tenant une pierre précieuse du même, sertie sur un anneau d'or,. |

### Branche descomtesd'Orlamünde
| Figure | Intitulé et blasonnement |
|        | Comtes d'Orlamünde, issus de Hermann Ier ( ✝ 1176, fils de Albert Ier l'Ours), auteur de la branche d'Orlamünde, D'or, semé de cœurs de gueules, au lion de sable, armé, lampassé et couronné du deuxième, brochant sur-le-tout,. |

### Branche des ducs de Saxe
Nous ne savons que peu de choses concernant les armoiries des souverains saxons ottoniens, Billung et Welfs. Nous savons seulement que le lion était l'animal héraldique de Henri XII (1129/1131-1195), duc de Saxe et de Bavière. Ce dernier fut dépossédé de ses biens par son cousin l'empereur Frédéric Ier Barberousse. L'énorme duché de Saxe fut dépecé en une foule de fiefs et un nouveau duché ne comprenant plus que les territoires de Wittemberg et de Lauenbourg fut formé en faveur de Bernard III d'Ascanie.
| Figure | Intitulé et blasonnement |
|        | Duché de Saxe (avant 1180), selon l'armorial Lalaing, De gueules, au cheval cabré d'argent, harnaché d'or, en cimier le cheval supportant un plumail de paon. Couronne d'or et capeline de gueules. Il s'agit en fait du blason de ce que l'on pourrait appeler « l'Ancienne Saxe », qui correspondrait aujourd'hui au territoire du Land de Basse-Saxe. Ce blason au cheval, à l'époque de l'armorial Lalaing était devenu celui de la Westphalie, qui deviendra plus tard le royaume de Hanovre, et aujourd'hui la Basse-Saxe. |
|        | Le duc de Saxe, selon l'armorial de Gelre, Burelé de dix pièces d'or et de sable au crancelin de sinople, brochant en bande sur le tout. La tradition veut que le crancelin soit une concession accordée au début du XIIIe siècle par l'empereur au duc Bernard d'Ascanie ; et serait selon la tradition la Couronne de rue de Barberousse,. L'inversion des émaux et métaux du burelé semble être une modification moderne. |

| Figure | Intitulé et blasonnement |
|        | Bernard III de Saxe (1140 ✝ 1212), comte d'Anhalt et comte d'Ascanie, duc de Saxe (1180-1212), Mi-parti d'argent, à l'aigle de gueules, membrée, becquée et languée d'or (de Brandebourg) et burelé de dix pièces de sable et d'or (de Ballenstedt) au crancelin de sinople, brochant en bande sur le tout (de Saxe) . |

#### Maison d'Anhalt
| Figure | Intitulé et blasonnement |
|        | Henri Ier (1170 ✝ 1252), comte puis prince d'Anhalt et comte d'Ascanie, fils de Bernard III de Saxe, D'Anhalt moderne : Mi-parti d'argent, à l'aigle de gueules, membrée, becquée et languée d'or (de Brandebourg) et burelé de dix pièces de sable et d'or (de Ballenstedt) au crancelin de sinople, brochant en bande sur le tout (de Saxe) . |
|        | Principauté d'Anhalt (XVe siècle), Ecartelé : au I, d'argent à un ours de sable armé, lampassé couronné et harnaché d'or, rampant sur une muraille de gueules, crenelée en bande et ouverte d'or (de Beringen) ; II et III, huit points de sable équipolés à sept points d'argent (d'Ascanie) ; III, d'argent à un ours de sable armé, lampassé d'or et harnaché du champ, rampant sur une muraille de gueules, crenelée en bande et ouverte du champ (de Bernbourg) ; sur-le-tout mi-parti d'argent, à l'aigle de gueules, membrée, becquée et languée d'or et burelé de dix pièces de sable et d'or au crancelin de sinople, brochant en bande sur le tout (d'Anhalt moderne). |
|        | Principautés d'Anhalt (XVIIe siècle), Parti de deux, coupé de deux : I, d'argent à un ours de sable armé, lampassé couronné et harnaché d'or, rampant sur une muraille de gueules, crenelée en bande et ouverte d'or (de Beringen) ; II, burelé de dix pièces de sable et d'or (de Ballenstedt) ; III, huit points de sable équipolés à sept points d'argent (d'Ascanie) ; IV, écartelé d'or et de gueules (de Waldersee (de)) ; V, en forme de sur-le-tout, mi-parti d'argent, à l'aigle de gueules, membrée, becquée et languée d'or et burelé de dix pièces de sable et d'or au crancelin de sinople, brochant en bande sur le tout (d'Anhalt moderne) ; VI, d'azur à deux barres d'or (de Warmsdorf (de)) ; VII, d'azur à une aigle d'argent, la tête contournée (de Mühlingen) ; VIII, de gueules vide (du Droit de régale) ; IX, d'argent à un ours de sable armé, lampassé d'or et harnaché du champ, rampant sur une muraille de gueules, crenelée en bande et ouverte du champ (de Bernbourg). |

##### Branche deKöthen
| Figure | Intitulé et blasonnement |
|        | Principauté d'Anhalt-Köthen (à partir du XVIIIe siècle), Parti de deux, coupé de trois : au I, burelé de dix pièces de sable et d'or au crancelin de sinople, brochant en bande sur le tout (de Saxe) ; au II d'azur, à l'aigle d'or (du Palatinat de Saxe) ; au III d'argent à trois bouterolles (it) de gueules (d'Angrie) ; au IV, d'argent à un ours de sable armé, lampassé couronné et harnaché d'or, rampant sur une muraille de gueules, crenelée en bande et ouverte d'or (de Beringen) ; au V, burelé de dix pièces de sable et d'or (de Ballenstedt) ; au VI, huit points de sable équipolés à sept points d'argent (d'Ascanie) ; au VII, écartelé d'or et de gueules (de Waldersee (de)) ; au VIII, en forme de sur-le-tout, mi-parti d'argent, à l'aigle de gueules, membrée, becquée et languée d'or et burelé de dix pièces de sable et d'or au crancelin de sinople, brochant en bande sur le tout (d'Anhalt moderne) ; au IX, d'azur à deux barres d'or (de Warmsdorf (de)) ; au X, d'azur à une aigle d'argent, la tête contournée (de Mühlingen) ; au XI, de gueules vide (du Droit de régale) ; au XII, d'argent à un ours de sable armé, lampassé d'or et harnaché du champ, rampant sur une muraille de gueules, crenelée en bande et ouverte du champ (de Bernbourg). |

##### Branche deZerbst
| Figure | Intitulé et blasonnement |
|        | Principauté d'Anhalt-Zerbst (XVIIIe siècle), Parti de trois, coupé de trois : au I, burelé de dix pièces de sable et d'or au crancelin de sinople, brochant en bande sur le tout (de Saxe) ; au II d'azur, à l'aigle d'or (du Palatinat de Saxe) ; au III d'argent à trois bouterolles (it) de gueules (d'Angrie) ; au IV, burelé de dix pièces de sable et d'or (de Ballenstedt) ; au V, d'argent à un ours de sable armé, lampassé couronné et harnaché d'or, rampant sur une muraille de gueules, crenelée en bande et ouverte d'or (de Beringen) ; aux VI et VII, en forme de sur-le-tout, mi-parti d'argent, à l'aigle de gueules, membrée, becquée et languée d'or et burelé de dix pièces de sable et d'or au crancelin de sinople, brochant en bande sur le tout (d'Anhalt moderne) ; au VIII, d'azur, au lion d'or, armé et lampassé de gueules (alias couronné d'or, de Jever) ; au IX, huit points de sable équipolés à sept points d'argent (d'Ascanie) ; au X, écartelé d'or et de gueules (de Waldersee (de)) ; au XI, d'azur à deux barres d'or (de Warmsdorf (de)) ; au XII, d'or au lion de sable couronné du champ (de Kniphausen) ; au XIII, d'azur à une aigle d'argent, la tête contournée (de Mühlingen) ; au XIV, de gueules vide (du Droit de régale) ; au XV, d'argent à un ours de sable armé, lampassé d'or et harnaché du champ, rampant sur une muraille de gueules, crenelée en bande et ouverte du champ (de Bernbourg) ; au XVI, d'azur à deux palmes posées en sautoir, surmontée d'une étoile, le tout d'argent (de Walther-Nienbourg). |
|        | Sophie Augusta Fredericka d'Anhalt-Zerbst (1729 ✝ 1796), tsarine et impératrice de Russie sous le nom de Catherine II La Grande, D'or à l'aigle bicéphale de sable, becquée et membrée d'or, languée de gueules, chaque tête surmontée d'une couronne fermée du champ, l'aigle surmontée à son tour d'une troisième couronne fermée du champ et tenant un sceptre du champ dans la patte dextre et un orbe d'azur cerclé d'or dans la patte sénestre ; l'aigle chargée en cœur d'un écusson de gueules représentant Saint Georges terrassant la Dragon, sur son destrier d'argent contourné (de la Moscovie). |

##### Branche deDessau
| Figure | Intitulé et blasonnement |
|        | Sigismond Ier. ( ✝ 1405), prince d'Anhalt-Dessau (1396-1405), D'Anhalt ancien : Mi-parti d'argent, à l'aigle de gueules, membrée, becquée et languée d'or (de Brandebourg) et burelé de dix pièces de sable et d'or (de Ballenstedt). Cimier : Deux bâtons coudés d'or et croisés en sautoir, terminés par chacun par une boule de plumes de paon, capeline de gueules,. |
|        | Duché d'Anhalt, Parti de deux, coupé de trois : au I, burelé de dix pièces de sable et d'or au crancelin de sinople, brochant en bande sur le tout (de Saxe) ; au II d'azur, à l'aigle d'or (du Palatinat de Saxe) ; au III d'argent à trois bouterolles (it) de gueules (d'Angrie) ; au IV, d'argent à un ours de sable armé, lampassé couronné et harnaché d'or, rampant sur une muraille de gueules, crenelée en bande et ouverte d'or (de Beringen) ; au V, en forme de sur-le-tout, mi-parti d'argent, à l'aigle de gueules, membrée, becquée et languée d'or et burelé de dix pièces de sable et d'or au crancelin de sinople, brochant en bande sur le tout (d'Anhalt moderne) ; au VI, burelé de dix pièces de sable et d'or (de Ballenstedt) ; au VII, huit points de sable équipolés à sept points d'argent (d'Ascanie) ; au VIII, écartelé d'or et de gueules (de Waldersee (de)) ; au IX, d'azur à deux barres d'or (de Warmsdorf (de)) ; au X, d'azur à une aigle d'argent, la tête contournée (de Mühlingen) ; au XI, de gueules vide (du Droit de régale) ; au XII, d'argent à un ours de sable armé, lampassé d'or et harnaché du champ, rampant sur une muraille de gueules, crenelée en bande et ouverte du champ (de Bernbourg).. |

#### Rameau deSaxe-Wittenberg
| Figure | Intitulé et blasonnement |
|        | Albert III ( † 1298, tué), duc de Saxe-Wittenberg (1260-1298), comte palatin de Saxe (1288-1298), fils de Albert II, duc de Saxe (1212-1260), et petit-fils de Bernard III, D'azur, à l'aigle d'or (du Palatinat de Saxe). |

##### Électeurs de Saxe
| Figure | Intitulé et blasonnement |
|        | Rodolphe II de Saxe ( † 1370), duc de Saxe-Wittenberg, comte palatin de Saxe, et prince-électeur de Saxe, Parti : au I coupé de sable et d'argent à deux épées de gueules posées en sautoir, pointe en haut (de la dignité d'archimaréchal du Saint-Empire romain germanique) ; au II burelé de dix pièces de sable et d'or au crancelin de sinople, brochant en bande sur le tout (de Saxe). Dignité d'archimaréchal du Saint-Empire romain germanique, charge attachée à l'électorat de Saxe : coupé de sable et d'argent aux deux épées de gueules posées en sautoir. |

#### Rameau deSaxe-Lauenbourg
| Figure | Intitulé et blasonnement |
|        | Jean Ier ( † 1286), duc de Saxe-Lauenbourg, fils de Albert II, duc de Saxe (1212-1260), et petit-fils de Bernard III, Ecartelé : aux I et IV burelé de dix pièces de sable et d'or au crancelin de sinople, brochant en bande sur le tout (de Saxe) ; au II d'azur, à l'aigle d'or (du Palatinat de Saxe) ; au III d'argent à trois bouterolles (it) de gueules (d'Angrie). |

## Sources
- Armorial Lalaing, Michel Popoff, Documents d'héraldique médiévale (3), Le Léopard d'Or, 1989
- Gelre - B. R. Ms. 15652-56, Uitgevereij - Éditions Jan van Helmont, Leuven 1992
- Borel d'Hauterive, Précis historique de la Maison royale de Saxe, 1843